# Psi Eridani
Psi Eridani (65 Eridanus) é uma estrela na direção da constelação de Eridanus. Possui uma ascensão reta de 05h 01m 26.34s e uma declinação de −07° 10′ 26.3″. Sua magnitude aparente é igual a 4.80. Considerando sua distância de 956 anos-luz em relação à Terra, sua magnitude absoluta é igual a −2.54. Pertence à classe espectral B3V.